# Silická Jablonica
Silická Jablonica (węg. Jablonca) – wieś (obec) w powiecie Rożniawa, w kraju koszyckim, na Słowacji. Powierzchnia 25,57 km², 203 mieszkańców (spis ludności z 21 maja 2011), z czego około 96% uznaje się za Węgrów; około 81% mieszkańców wsi deklaruje przynależność do Reformowanego Kościoła Chrześcijańskiego na Słowacji.

## Położenie
Wieś leży w dolinie Sokolego Potoku (słow. Sokolí potok), w miejscu gdzie wpada do niego Bazinský potok i powstaje rzeka Turňa, w przedłużeniu zachodniego krańca Kotliny Turniańskiej. Otaczają ją wzniesienia Krasu Słowacko-Węgierskiego: od południa płaskowyż Dolný vrch, natomiast od północy tzw. Silické úboče – grzbiety, opadające ku południowemu wschodowi z Płaskowyżu Silickiego. Tereny katastralne wsi leżą na wysokości 220–607 m n.p.m. (centrum wsi: 256 m n.p.m.).

## Historia
Tereny wsi były zamieszkane już w czasach prehistorycznych. W średniowieczu tereny te należały do „państwa” grodowego zamku Turňa. Pierwsza wzmianka o osadzie historycznej pochodzi z 1386 r., kiedy jako Zedlyche należała do rodziny Bebeków. W 1938 r. wieś liczyła 583 mieszkańców. W latach 1938–1945 należała do Węgier, będąc częścią dystryktu Turňa nad Bodvou (węg. Tornai járás). Mieszkańcy zajmowali się głównie rolnictwem i sadownictwem, obecnie pracują w większości w Rożniawie, Moldave nad Bodvou, a nawet Koszycach.
W herbie Jablonicy figuruje jabłoń z czerwonymi jabłkami rosnąca na zielonym wzgórzu, a pod nią złoty domek z czerwonym dachem. Taki sam wizerunek znajdował się na najstarszej znanej pieczęci gminnej z 1786 r.

## Zabytki
- Pozostałości średniowiecznego zamku Sokolí kameň na skale w zamknięciu doliny Sokolego Potoku.
- Kościół reformowany z 1789 r. Murowany w stylu klasycystycznym, jednonawowy, pierwotnie bez wieży. Wieża dobudowana w XIX w. Dwustopniowe, charakterystycznie wykrojone szczyty nawy są pokryte od zewnątrz ornamentami z motywami dzwonków i wieńców wawrzynowych. Wewnątrz ambona z końca XVIII w. i oryginalne aparamenty z tego okresu (dzbanek z 1792 r., kielich mszalny z 1794 r.). Dzwon z 1792 r.
- Kaplica katolicka pw. Podwyższenia św. Krzyża z 1867 r. Murowana, neogotycka, wzniesiona z wykorzystaniem późnogotyckiego prezbiterium z 1500 r., pochodzącego ze starego kościoła.
- Zespół murowanych domów mieszkalnych z XIX i początków XX w. ze zdobionymi szczytami i gankami wzdłuż ścian frontowych.